# Посёлок совхоза «Маяк»
Совхоза «Маяк» — посёлок в Петропавловском районе Воронежской области.
Входит в состав Краснофлотского сельского поселения.

## География

### Улицы
- ул. Космонавтов

## Население
| 2010 |
| ---- |
| 8    |